# گورستان سنبلی
قبرستان سنبلی مربوط به سده‌های میانه دوران‌های تاریخی پس از اسلام است و در شهرستان گچساران، بخش مرکزی، دهستان امامزاده جعفر، روستای آب شیرین، ۵ کیلومتری جاده سه قلاتون واقع شده و این اثر در تاریخ ۲۲ آبان ۱۳۸۶ با شمارهٔ ثبت ۱۹۹۴۹ به‌عنوان یکی از آثار ملی ایران به ثبت رسیده است.